# Pierre-Alain Gentil
Pour les articles homonymes, voir Gentil.
Pierre-Alain Gentil, né le 12 juillet 1952 à Lausanne (originaire de La Sagne et de Delémont) et mort le 23 septembre 2008 à Delémont, est une personnalité politique suisse membre du Parti socialiste. 
Il est député du canton du Jura aux Conseil des États de 1995 à 2007.

## Biographie
Pierre-Alain Gentil naît le 12 juillet 1952 à Lausanne. Il est originaire de Delémont et de La Sagne. Il grandit à Lausanne, avant de déménager dans le canton du Jura à l'âge de quinze ans en raison d'un changement de travail de son père. Il effectue ses études gymnasiales à Porrentruy, puis obtient une licence en lettres à l'Université de Lausanne. Après ses études, il est secrétaire de l'Assemblée constituante du canton du Jura. En 1979, il est nommé secrétaire général du Parti socialiste jurassien.  
De 1992 à 1995, il est secrétaire syndical au Syndicat du personnel des transports (SEV), parallèlement à son mandat de maire de Delémont qui est un poste à temps partiel,. Il écrit également pour le Cheminot, le journal du syndicat dirigé par le conseiller national vaudois Michel Béguelin. En 2005, il succède au conseiller national soleurois Ernst Leuenberger à la présidence du SEV et détient ce poste jusqu'à sa mort. Pendant son mandat, il doit notamment se consacrer aux problèmes liés à CFF Cargo, à l'assainissement de la caisse de pension des Chemins de fer fédéraux et à une fusion avec Syndicom, refusée par les membres du SEV. Il est également président de l'association Ouestrail. Il meurt le 23 septembre 2008 à la suite d'une courte maladie,. 
Marié et père d'un enfant, il épouse en secondes noces[réf. nécessaire] l'écrivaine québécoise Danielle Marcotte.
Il meurt le 23 septembre 2008 à Delémont.

## Parcours politique
Membre du Parti socialiste suisse et secrétaire général de sa section jurassienne, Pierre-Alain Gentil est élu député au Parlement jurassien en 1982 et y siège jusqu'en 1992,. 
En 1989, il accède au Conseil communal de Delémont où il siège jusqu'en 1993. Le 12 décembre 1993, il est élu au poste de maire de Delémont, obtenant 2 328 voix contre 1 813 à la candidate du Parti démocrate-chrétien (PDC) Madeleine Amgwerd. Il succède à un autre socialiste, Jacques Stadelmann. Il entre en fonction le 1er janvier 1994 conserve la mairie pendant dix ans, jusqu'en 2004,.
En 2002, il est candidat au Gouvernement jurassien, mais termine en dixième position et n'est pas élu.
Entre le 4 décembre 1995 et le 2 décembre 2007, il est conseiller aux États pendant trois législatures. De 1999 à 2005, il assure la vice-présidence du groupe socialiste de l'Assemblée fédérale. Il est par ailleurs président de la Commission de la science, de l'éducation et de la culture du Conseil des États en 2000 et 2001. En 2007, il ne peut pas se représenter, la Constitution jurassienne limitant le nombre de mandats au Conseil des États à trois.